# (4261) Gekko
(4261) Gekko est un astéroïde de la ceinture principale.

## Description
(4261) Gekko est un astéroïde de la ceinture principale. Il fut découvert le 28 janvier 1989 à l'observatoire Gekko par Yoshiaki Ōshima. Il présente une orbite caractérisée par un demi-grand axe de 2,79 UA, une excentricité de 0,11 et une inclinaison de 2,7° par rapport à l'écliptique.

## Compléments